# KRUX Arizona Hayride
Der Arizona Hayride war eine Country-Sendung, die von KRUX aus Phoenix, Arizona, gesendet wurde.

## Geschichte
Der Arizona Hayride ging erstmals 1955 auf Sendung. Er wurde jeden Samstagabend zur besten Sendezeit aus dem Madison Square Garden in Phoenix gesendet. Organisiert wurde die Show von dem Disc Jockey Ray Odom, der ebenfalls als Moderator der Show fungierte. Die Hausband des Hayrides stellten Al Casey und seine Sunset Riders, zu denen auch Duane Eddy gehörte. Zeitweise wurde die Sendung, die unter Publikum abgehalten wurde, auch auf dem lokalen Fernsehsender KOOL-TV gezeigt. Im Dezember 1956 wurde die Show in Baby State Jamboree umbenannt; der Name lehnte an die Tatsache an, das Arizona zum damaligen Zeitpunkt der jüngste Bundesstaat in der Union war.
Der Arizona Hayride galt Mitte der 1950er-Jahre in Phoenix als lokale „Talentschmiede“. Viele regionale Musiker traten in der Show auf und hatten so die Möglichkeit, für sich zu werben. Aber auch aufstrebende Stars spielten auf der Bühne des Hayrides, wenn sie gerade in der Stadt waren. Der DJ und Produzent Lee Hazlewood suchte sich des Öfteren Talente nach seinem Geschmack heraus, wie zum Beispiel Jimmy Johnson. Das Auditorium, in dem die Sendung früher abgehalten wurde, ist heute demoliert und nicht mehr benutzbar.

## Gäste und Mitglieder
- Jimmy Johnson
- Al Casey’s Sunset Riders
- Sanford Clark
- Duane Eddy
- Jimmy Dell
- Dallas Frazier
- Chuck Mayfield
- The Sweethearts
- The Buckskins
- Forrest Scaggs
- Tommy Wiggins
- Jimmy Spellman
- The Rockabillies